# Acestrorhynchidae
Die Acestrorhynchidae sind eine Familie aus der Ordnung der Salmlerartigen die in Südamerika beheimatet ist. Die Familie wurde 1912 durch den deutsch-amerikanischen Ichthyologen Carl H. Eigenmann mit den Spindelsalmlern (Acestrorhynchus) als einziger Gattung eingeführt, besteht heute aber aus drei Unterfamilien mit insgesamt sieben Gattungen. Eine dieser Unterfamilien, die Roestinae gehörte ursprünglich in die Familie der Wolfssalmler (Cynodontidae). Die nahe Verwandtschaft dieser Gruppen gründet sich ausschließlich auf den Vergleich von DNA-Sequenzen aus zwei Genen der mitochondrialen DNA und von drei Genen aus dem Zellkern und wird bisher nicht durch morphologische Merkmale gestützt.

## Beschreibung
Die Fische sind hechtartig langgestreckt (Spindelsalmler) oder besitzen einen mehr oder weniger ovalen Körper, oft mit stärker gewölbter Bauchlinie (Heterocharacinae). Die größten Spindelsalmler können 40 cm lang werden, die Arten der beiden anderen Unterfamilien bleiben wesentlich kleiner. Alle ernähren sich carnivor, die Spindelsalmler von kleineren Fischen, die übrigen vor allem von Insekten (Anflugnahrung).

## Systematik
Gegenwärtig zählen 27 Arten in sieben Gattungen zur Familie Acestrorhynchidae.
- Unterfamilie Spindelsalmler (Acestrorhynchinae)
- Unterfamilie Heterocharacinae
- Unterfamilie Roestinae

Die Acestrorhynchidae sind wahrscheinlich die Schwestergruppe der Iguanodectidae.